# Großer Angerfelsen

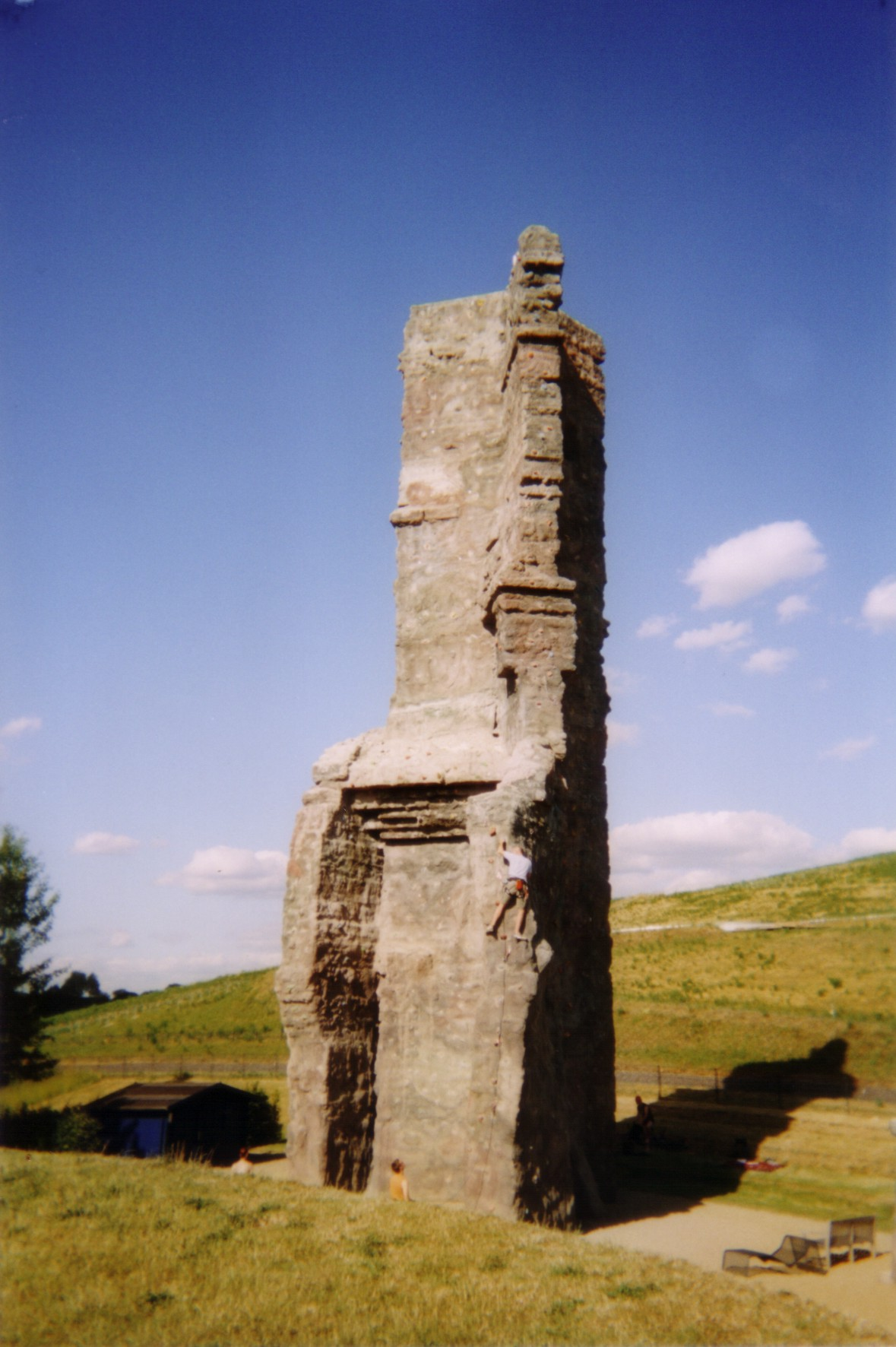
Großer Angerfelsen

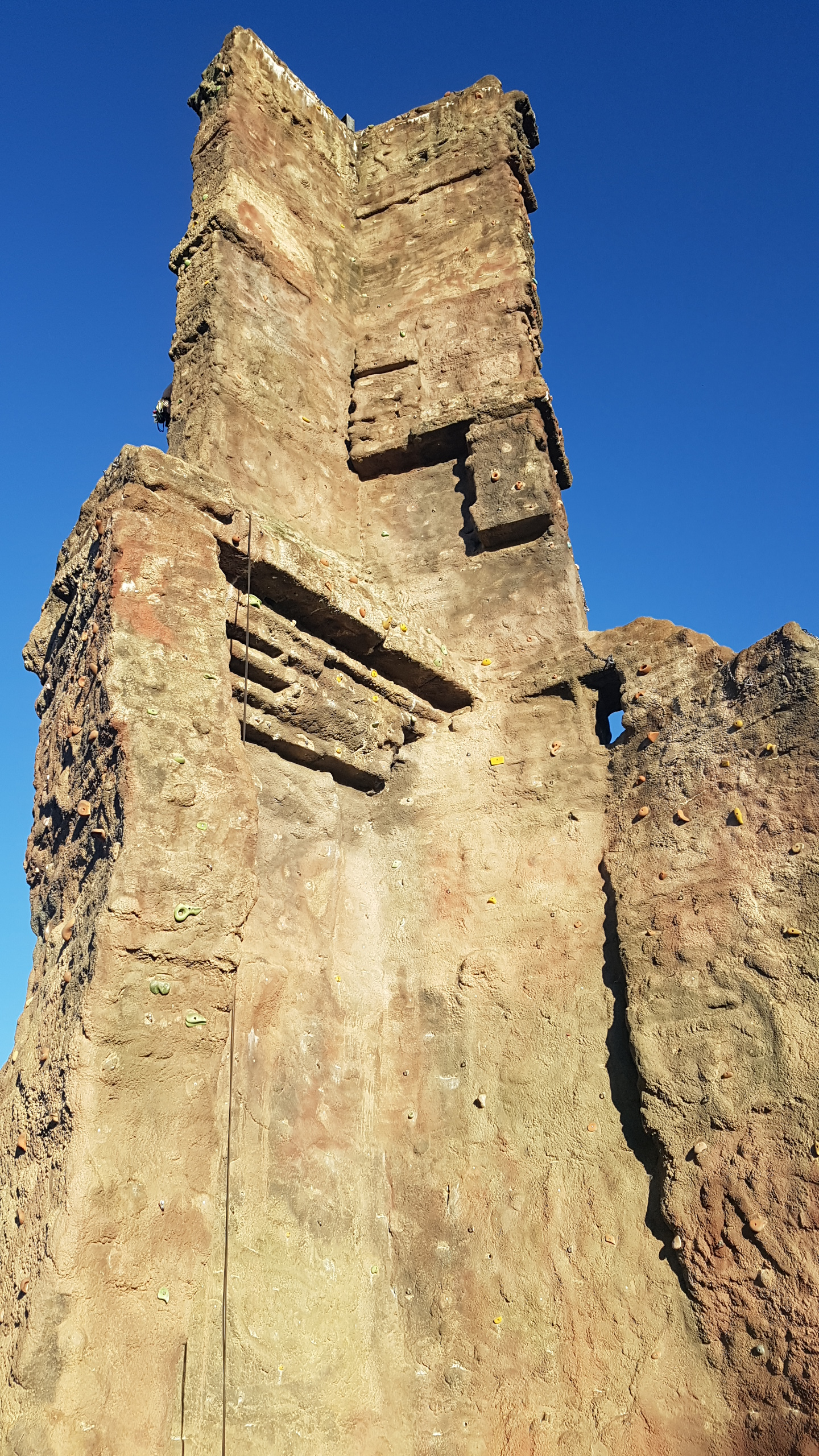
Westseite des Felsens

Der Große Angerfelsen ist ein 25 m hoher, im Zuge der Bundesgartenschau 1999 künstlich errichteter Kletterfelsen im Elbauenpark im Magdeburger Stadtteil Herrenkrug. 
Zum Bau wurden aus der Sanierung alter Plattenbauten in Neu Olvenstedt stammende Balkonteile aufgeschichtet und mit Spezialbeton von außen angespritzt. Die gut abgesicherten Routen können sowohl mit bunten Griffen als auch ohne geklettert werden. Die Schwierigkeitsgrade sind dadurch variabel und der Kletterfelsen ist für Profis und Amateure gleichermaßen gut geeignet.
Der Felsen kann kostenfrei genutzt werden. Voraussetzung ist neben der entsprechenden Ausrüstung und Vorsicht, ein Tagesticket oder eine Jahreskarte im umgebenden Elbauenpark.
Insgesamt gibt es 25 mit Griffen geschraubte Routen am Felsen. Hinzu kommen noch einmal 6 Routen, die völlig ohne Griffe auskommen. Da sich jede Kletterroute mit Griffen in der Regel auch noch einmal ohne Griffe klettern lässt, zum Teil unter erheblicher Steigerung des Schwierigkeitsgrades, macht das insgesamt 56 Routen.